# Impresa comune Shift2Rail
L'Impresa comune Shift2Rail (S2R JU, dall'inglese Shift2Rail Joint Undertaking) è un partenariato pubblico-privato europeo volto a favorire la ricerca e l'innovazione per accelerare l'integrazione e lo sviluppo di nuove tecnologie per la rete ferroviaria e accrescere la competitività dell'industria correlata in Europa.
Questa iniziativa, che rientra nel programma di ricerca Horizon 2020, ha come obiettivo lo sviluppo delle tecnologie necessarie per completare lo Spazio ferroviario europeo unico (SERA). Tra gli obiettivi rientrano anche il raddoppio della capacità del sistema ferroviario europeo, l'aumento del 50% della sua affidabilità e della qualità del servizio e il dimezzamento dei costi del ciclo di vita.
L'impresa comune Shift2Rail è stata istituita dal regolamento n. 642/2014 del Consiglio, è entrata in funzione il successivo 7 luglio ed è previsto che il suo mandato duri fino al 31 dicembre 2024.

## Struttura
Gli organi dell'impresa comune S2R sono:
- il consiglio di direzione;
- il direttore esecutivo;
- il comitato scientifico;
- il gruppo di rappresentanti degli Stati.

Il consiglio di direzione ha la responsabilità generale dell'orientamento strategico e dell'operato dell'impresa comune S2R e supervisiona lo svolgimento delle sue attività, mentre il direttore esecutivo è il responsabile principale della sua gestione quotidiana, conformemente alle decisioni del consiglio di direzione. Il consiglio di direzione è composto da rappresentanti della Commissione europea e dei membri dell'impresa comune, costituiti da partenariati pubblico-privato, consorzi o società interessate provenienti da tutti gli stati membri dell'UE. L'attuale direttore è l'italiano Carlo Borghini.
Il comitato scientifico e il gruppo di rappresentanti degli Stati sono organi consultivi dell'impresa comune S2R.
Il comitato scientifico svolge i seguenti compiti:
- dà il proprio parere circa le priorità scientifiche e tecnologiche da individuare nei piani di lavoro annuali;
- dà il proprio parere sulle realizzazioni scientifiche e tecnologiche descritte nel rapporto annuale di attività;
- suggerisce possibili ambiti di ricerca avanzata che potrebbero essere soggetti a ulteriori sviluppi;
- suggerisce possibili sinergie con le attività di ricerca e innovazione, nazionali e internazionali, nel settore tecnico ferroviario.

L'Agenzia dell'Unione europea per le ferrovie contribuisce alla definizione e all'attuazione del piano generale di S2R.
La sede dell'Impresa comune è a Bruxelles.

## Membri
Tra i membri dell'impresa comune rientrano alcuni dei maggiori gruppi industriali che operano nel settore ferroviario in Europa:
- Aerfitec
- Alstom
- Amadeus IT Group
- Ansaldo STS
- AŽD Praha
- Bombardier
- CFW
- Construcciones y Auxiliar de Ferrocarriles
- Deutsche Bahn
- Diginext
- EUROC
- Faiveley
- HaCon
- Indra
- Kapsch
- Knorr-Bremse
- Mer Mec
- Network Rail
- Siemens
- Smart DeMain
- SmartRaCon
- SNCF
- SwiTrackEn
- Talgo
- Thales
- Trafikverket
- VVAC+